# Thomas Täglichsbeck
Thomas Täglichsbeck (ur. 31 grudnia 1799 w Ansbach; zm. 5 października 1867 w Baden-Baden) – niemiecki skrzypek, kapelmistrz i kompozytor.

## Życie i praca
Pierwsze lekcje muzyki Thomas Täglichsbeck otrzymał od swojego ojca Johanna Täglichsbecka, muzyka miejskiego i członka orkiestry margrabiego Ansbach. Za młodu pojechał do Monachium, by pobierać lekcje skrzypiec u Pietro Rovellego (1793-1838). W 1817 r. powstała msza Täglichbecka, powstała pod nadzorem jego nauczyciela kompozycji Josepha Graetza (1760-1826), która z powodzeniem została wykonana w Monachium. W tym samym roku Täglichsbeck został skrzypkiem w orkiestrze w Isartortheater. W wieku 20 lat zastąpił Petera Josefa von Lindpaintnera jako dyrektor muzyczny po tym, jak ten uczynił go rok wcześniej swoim asystentem. Po zamknięciu teatru został w 1822 r. solistą skrzypcowym w monachijskiej orkiestrze dworskiej. 24 sierpnia 1823 jego pierwsza opera Obraz tkacza została wystawiona w monachiskim Residenztheater. W roku 1824 odbył wielkie tournée koncertowe po Niemczech, Szwajcarii i północnych Włoszech. Został członkiem w kierowanym przez jego nauczyciela Rovellego „Società Filarmonica“ w Bergamo. W latach 1825–1832 ukazywały się w czasopiśmie Allgemeine Musikalische Zeitung korzystne raporty o nim. Jego gra początkowo została określona jako przymilna a później jako wyjątkowa.
W roku 1827 został Täglichsbeck kapelmistrzem na dworze Hohenzollern-Hechingen, za panowania księcia Fryderyka. Po tym jak w roku 1938 władzę objął książę Konstantyn, jego dwór stał się jednym z ważnych centrów muzycznych swoich czasów. Hector Berlioz (1842), Ferenc Liszt (1848) i skrzypkowie Louis Spohr, Henri Vieuxtemps i Antonio Bazzini, bawili w Hechingen, obok innych znanych artystów. W roku 1848 księstwo zostało włączone do Prus i Täglichsbeck znalazł się przejściowo w Stuttgarcie. W roku 1952 podążył za księciem do jego posiadłości w Lwówku Śląskim, gdzie prowadził zwołaną na nowo orkiestrę. Książę wybudował w Lwówku pałac z salą koncertową na 300 osób i organizował regularne koncerty, które gromadziły melomanów z całej okolicy. W roku 1857 Max Seifriz zastąpił Täglichsbecka w roli kapelmistrza po tym, jak ten odszedł niezadowolony z życzeń programowych księcia. Potem przez dwa lata nauczał Täglichsbeck kompozycji w drezdeńskim konserwatorium i mieszkał kilka lat w Monachium. W 1866, rok przed swoją śmiercią przeprowadził się do Baden-Baden.
Najwyższym punktem jego ścieżki jako kompozytora było wykonanie w roku 1836 jego pierwszej Symfonii w Konserwatorium Paryskim. Opera Król Enzio miała premierę w roku 1843 w Karlsruhe. Täglichsbeck był uważany za wybitnego kapelmistrza i obok Bernharda Molique za jednego ze znaczących skrzypków swoich czasów.

## Prace
Do jego kompozycji należą: „msza świąteczna”, opracowanie muzyczne do psalmu 63, kilka oper, 2 symfonie, koncert, 3 kwartety smyczkowe, 1 kwartet klarnetowy, 4 sonaty skrzypcowe, duet skrzypcowy, trio fortepianowe, inne utwory kameralne, liczne pieśni i utwory chóralne.

O dziełach Täglichsbecka pisał Robert Eitner w 1894:

Stare czasopisma muzyczne wychwalały go z zadęciem jako wielkiego mistrza. Jednak jego kierunek należał do słabowitego, pomozartowskiego czasu, który rozciągnął się po lata sześćdziesiąte naszego stulecia, jeśli pominąć niezrozumianego Beethovena. Wszyscy dawniej czczeni i wiele grani kompozytorzy tego czasu, jak Reißiger, Pleyel, Dussek, Clementi, Hummel, Wanhall, Steibelt i wielu innych, należeli mniej lub więcej do tego kierunku i panowali niepodzielnie na rynku muzycznym.

Ulice noszące imię Thomasa Täglichsbecka znajdują się w miastach Bottrop i Waltrop.

## Literatura
- Robert Eitner: w Allgemeine Deutsche Biographie(ADB). Band 37, Duncker & Humblot, Leipzig 1894, str. 359 f.
- Thomas Täglichsbeck Briefwechsel (1822-1867) - Gesamtausgabe - Ein Blick auf die Hechinger und Löwenberger Musikgeschichte; Hainholz Verlag ISBN 978-3-932622-86-1